# Sali (Zadar)
Pour les articles homonymes, voir Sali.
Sali est un village et une municipalité situés sur l'île de Dugi Otok dans le comitat de Zadar, en Croatie.
Le nom Sali provient d'anciennes salines exploitées au Moyen Âge.
La municipalité Sali englobe les îles habitées Dugi Otok et Zverinac, l'île Lavdara, ainsi que 25 autres îles/îlots et récifs. Sa population totalise 1 698 habitants en 2011.
Le village Sali, principal village de la municipalité, en est son centre administratif. Le village seul compte 740 habitants au recensement de 2011. On se rend du continent à Sali depuis la ville la plus proche Zadar, située à 20 km, soit en prenant le bateau, soit en allant en voiture par ferry via le village de Brbinj.

## Localités
La municipalité de Sali compte les 11 localités de l'île Dugi Otok, ainsi que Zverinac située l'île voisine du même nom :
- Božava
- Brbinj
- Dragove
- Luka
- Sali
- Savar
- Soline
- Veli Rat
- Verunić
- Zaglav
- Zverinac
- Žman

## Économie
Millénaire, la pêche a représenté l'activité principale de Sali. La conserverie de poissons Mardešić fut créée en 1905 et fonctionne encore de nos jours. L'agriculture et en particulier la production de l'huile d'olive furent également présentes. L'artisanat s'illustre dans la construction de bateaux dans l'anse de Sašćica. Désormais grâce à ses attraits naturels, l'économie de Sali s'oriente vers le tourisme, comme en témoigne la construction d'une marina de 80 anneaux pour bateaux de plaisance. Le développement de l'hébergement et de la restauration et les activités nautiques sont en plein essor.

## Lieux et monuments
- L'église Sainte-Marie de l'Assomption ("Crkva Svete Marije") datant du XVe siècle, présente un admirable autel en bois et d'intéressants tableaux de peinture Renaissance du XVIIe siècle. Des inscriptions glagolitiques sur le fronton de style gothique datent du XVIe siècle.
- Parc naturel de Telašćica
- Saljsko Polje ("Champ de Sali" en croate) est une réserve botanique d'oliviers centenaires (700 ans).

## Culture
Le week-end avant le 15 août se déroulent les Festivités de Sali (Saljske užance). Traditions, danses et chants populaires se mêlent au rythme de l'étonnante Musique des Ânes (Tovareća mužika), dont la notoriété grandissante symbolise l'évènement. La course d'ânes sur le port et la procession des bateaux aux lampions sont les temps forts de la fête.